# Plaza de San Francisco (Quito)
La plaza de San Francisco es una plaza ubicada en el centro histórico de la ciudad de Quito (Ecuador). Está dominada por la imponente fachada de la Iglesia y Convento de San Francisco, de la que toma su nombre, asentándose en uno de los escenarios urbanos más representativos de la ciudad desde la época colonial, cuando su fuente central abasteció de agua a los vecinos por siglos.
La plaza es de forma rectangular, con un largo de 115 m y un ancho de 75 m, lo que da una superficie aproximada de 8625 m². Es la plaza más grande del centro histórico de Quito, seguida por la plaza de la Independencia (Quito) y la plaza de Santo Domingo. 
Ha funcionado como mercado popular, espacio de concentraciones militares y políticas, y como lugar de encuentro y recreación sociales. Se debe mencionar además un elemento arquitectónico destacado: la magnífica escalera cóncavo-convexa que comunica la plaza con el atrio, en el que resalta la bella fachada manierista-barroca del templo mayor, origen de distintas soluciones de arquitectura americanas, y cuyo diseño se inspira en uno de Bramante según unos y de Bernini según otros.

## Historia

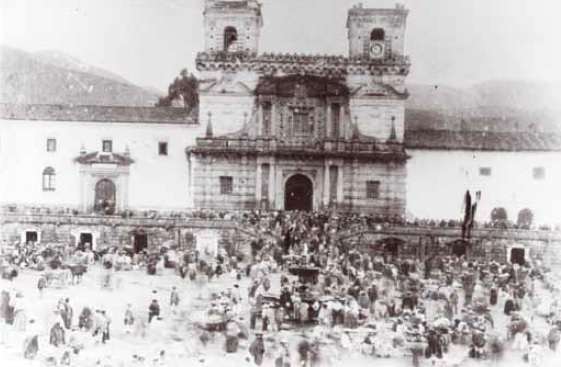
Iglesia y plaza de San Francisco en un día de mercado de domingo (1870)

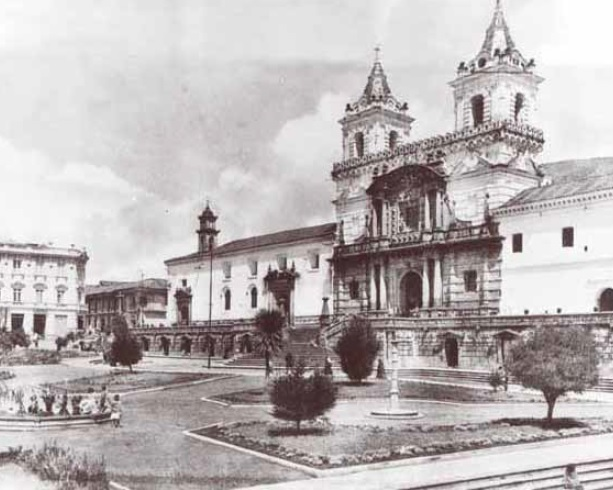
Iglesia y plaza de San Francisco, con la plaza ajardinada al estilo francés (1920)

Algunos historiadores creen que fue construida sobre la zona del Tianguiz, o mercado aborigen, en torno al cual se habrían levantado varias estructuras de la civilización inca (1497-1533), entre ellas los cuarteles de los generales Quisquís y Calicuchima. Sin embargo, las recientes excavaciones del Metro de Quito, que construye una estación bajo la plaza, no han encontrado ningún vestigio de estructuras prehispánicas. Las excavaciones encontraron solamente antiguas canalizaciones de alcantarillado, fechadas en el siglo XX. 

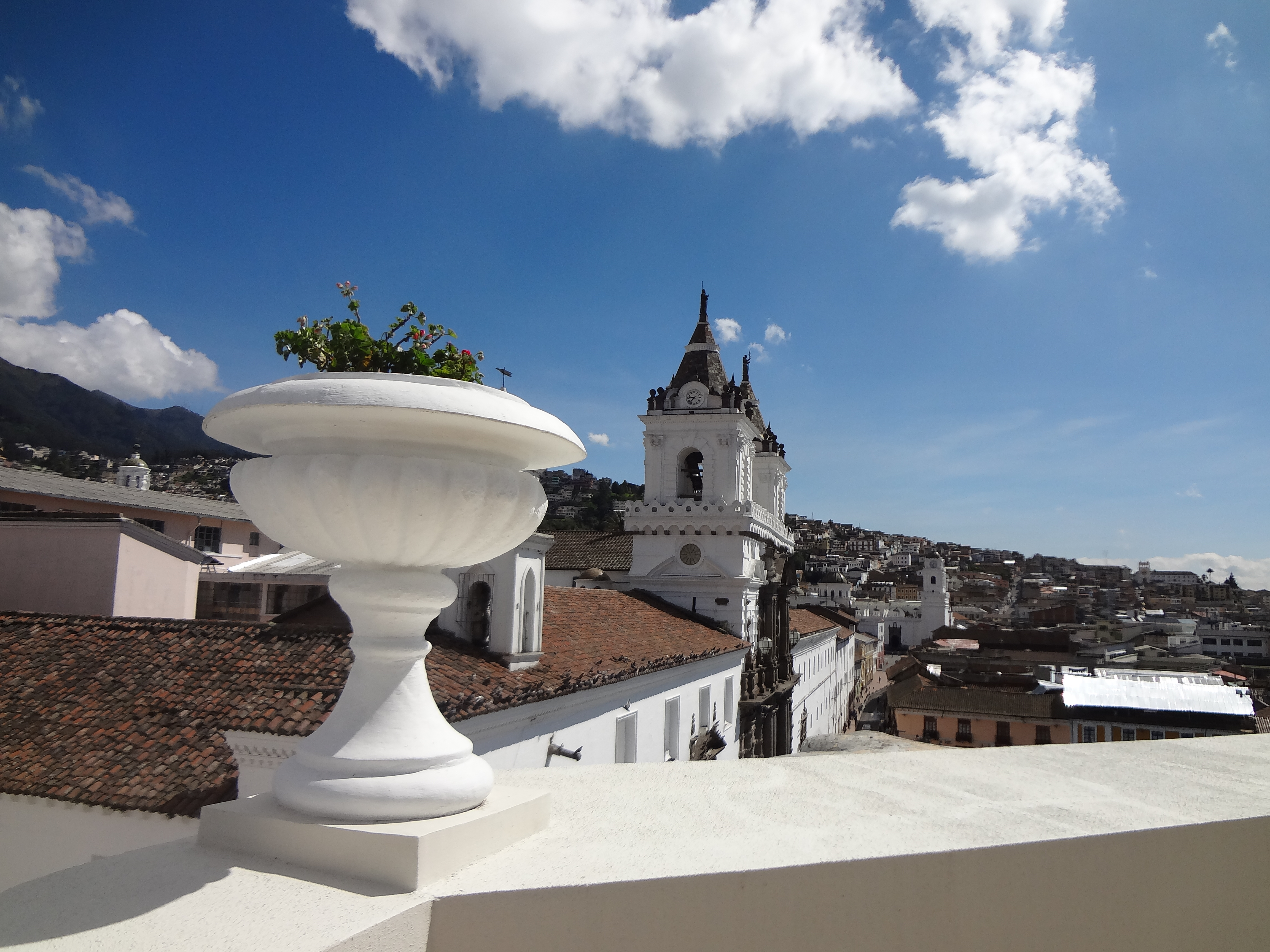
Vista de plaza de San Francisco para de Palacio Gangotena

Desde el siglo XVI, el conjunto arquitectónico de San Francisco estuvo necesariamente ligado a su entorno urbano, y existen tres espacios que definieron históricamente las relaciones con el mundo exterior:
- La plaza, que era un espacio netamente urbano, perfectamente demarcado, que conectó a través de varias actividades (tianguez, doctrina, mercado, abastecimiento de agua) a los religiosos franciscanos y a los civiles.
- El Atrio, que fue el que sin dejar de cumplir funciones urbanas, tuvo características mucho más sagradas que la plaza. Este, al menos durante los siglos XVI y XVII, fue lugar de enterramiento del común del pueblo. Este espacio está precedido por una escalera mitad cóncava y mitad convexa, inspirada en un diseño de Bramante, según unos,[2] y de Bernini, según otros.[3]
- La iglesia, capillas y convento, que eran lugares propiamente sagrados.

Después de la fundación española de la ciudad, la plaza y su pila se convirtieron en un punto de aprovisionamiento de agua para los vecinos, a las que llegaba el líquido vital mediante un sistema de canales y era transportado hasta las casas en grandes vasijas por los aguateros. Durante la primera presidencia de Gabriel García Moreno, la plaza de San Francisco fue convertida en un mercado que tiempo después se trasladaría a la vecina Plaza de Santa Clara.
A inicios del siglo XX se procedió a ajardinar la plaza con una fuente de agua al centro, y permaneció así hasta 1930, cuando se adoquinó en su totalidad con piedra, se retiró la pila para enviarla a Calacalí y en su lugar se erigió el monumento a Federico González Suárez. Este fue retirado en la década de 1980 y colocado en la plaza Chica, dejando a San Francisco como un gran espacio que desde entonces es usado como lugar de encuentro social, cultural, militar y político.

## Edificios
Cerca de una docena de edificios se levantan en los cuatro flancos de la plaza, todos construidos durante la época colonial y rediseñados a inicios del siglo XX. Empezando por la iglesia, y en el sentido contrario de las agujas del reloj, estos son:
- Iglesia y convento de San Francisco
  - Monasterio y Museo Pedro Gosseal
  - Ingreso principal al templo mayor

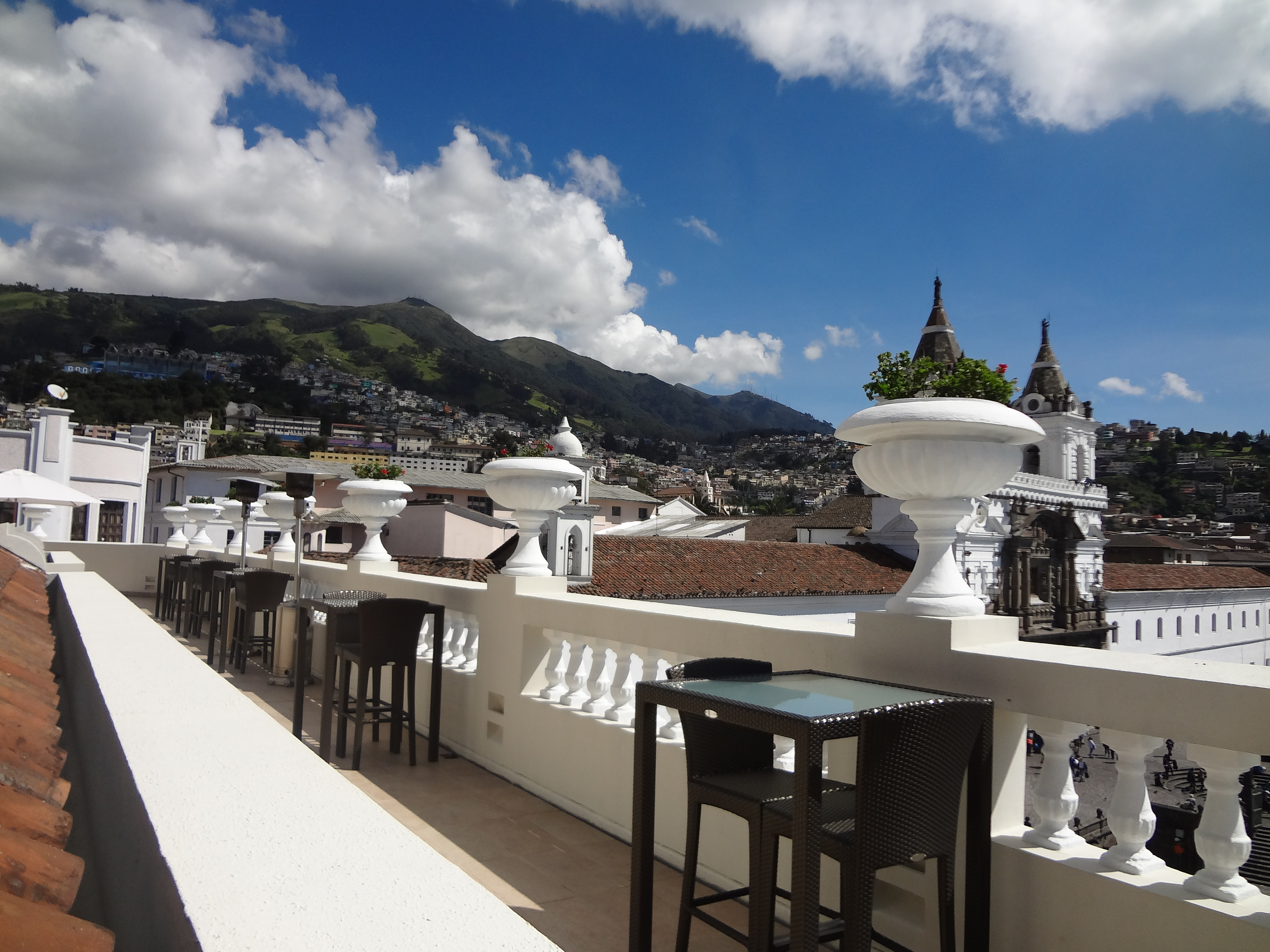
En la terraza de Palacio Gangotena con una vista de la plaza de San Francisco.

  - Capilla de Villacís
  - Capilla de Cantuña
- Tianguez Museo Artesanías
- Palacio Gangotena (casa uno)
- Casa dos
- Casa tres
- Casa de los Lazos (casa cuatro)
- Casa cinco
- La Prensa Católica (casa seis)
- Banco Pichincha (casa siete)
- Casa ocho
- Casa nueve
- Casa diez